# Chó chăn cừu Mioritic Romania
Chó chăn cừu Mioritic Romania là một giống chó bảo vệ vật nuôi kích cỡ lớn có nguồn gốc từ dãy núi Carpathian của Romania.

## Miêu tả ngoại hình

### Ngoại hình
Chó chăn cừu Mioritic Romania thuộc giống đực có chiều cao trong khoảng từ 70 đến 75 cm (từ 28 đến 30 in) tính từ các vai và con cái có chiều cao khiêm tốn hơn, với các số đo nằm trong khoảng từ 65 đến 70 cm (từ 26 đến 28 in). Thân hình giống chó khổng lồ này được bao phủ trong một lớp lông dày và mượt. Lông chúng có thể có màu trắng, có hoặc không có các mảng lông thuộc một trong các màu như: màu xám, kem nhạt, màu kem, màu xám nhạt. Giống chó này có ngoại hình cơ thể tráng kiện. Lưỡng hình giới tính trong ngoại hình là điều hiển nhiên trong giống chó này, với thân hình con đực lớn hơn đáng kể so với con cái.

### Tính cách
Giống chó miền núi này có tính kỷ luật và đó là một trong những đặc điểm chính của nó. Giống chó này có tính tình điềm tĩnh và lịch sự. Khi chó giống này được dùng với mục đích bảo vệ đàn, nó liên kết mạnh mẽ với gia đình và tìm tất cả phương cách mà để bảo vệ họ khỏi những sự tấn công. Bởi vì khả năng của giống chó này là liên kết chặt chẽ với chủ nhân của nó, việc huấn luyện chỉ nên được bắt đầu khi con chó con Mioritic Romania đã quen với chủ sở hữu / huấn luyện viên của nó.